# Allium cratericola
Allium cratericola là một loài thực vật có hoa trong họ Amaryllidaceae. Loài này được Eastw. mô tả khoa học đầu tiên năm 1934.